# 水落辰也
水落 辰也（みずおち たつや）は、日本の実業家。セブン・フィナンシャルサービス代表取締役社長、セブン・カードサービス代表取締役社長。

## 人物・経歴
宮城県出身。1982年福島大学経済学部卒業、日本信販（現三菱UFJニコス）入社。2008年アイワイ・カード・サービス（現セブン・カードサービス）信用企画部長。2014年セブン・フィナンシャルサービス執行役員。2015年セブン・フィナンシャルサービス常務。2017年からセブン・フィナンシャルサービス代表取締役社長兼セブン・カードサービス代表取締役社長を務め、ディズニーのキャラクターがデザインされたクレジットカードの発行を行うなどした。